# Elasmodactylus tuberculosus
Espèce
Synonymes
- Pachydactylus tuberculosus (Boulenger, 1895)
- Pachydactylus boulengeri Tornier, 1897
- Elasmodactylus triedrus Boulenger, 1913

Statut de conservation UICN

 LC  : Préoccupation mineure
Elasmodactylus tuberculosus est une espèce de geckos de la famille des Gekkonidae.

## Répartition
Cette espèce se rencontre au Zimbabwe, en Zambie, en Tanzanie et dans le sud du Congo-Kinshasa.

## Description
C'est un geckos nocturne et insectivore.
Il mesure jusqu'à 75 mm.

## Taxinomie
Cette espèce a été décrite par George Albert Boulenger, Elle a ensuite été placée dans le genre Pachydactylus. Après les études menées par Bauer & Lamb elle est replacée dans son genre d'origine.

## Publication originale
- Boulenger, 1895 "1894" : Second report on additions to the lizard collection in the Natural History Museum. Proceedings of the Zoological Society of London, vol. 1894, p. 722-736 (texte intégral).